# Malayocassis hilaris
Malayocassis hilaris là một loài bọ cánh cứng trong họ Chrysomelidae. Loài này được Boheman miêu tả khoa học năm 1855.